# Apothetoeca
Apothetoeca é um gênero de traça pertencente à família Agonoxenidae.